# 库兹马·米宁

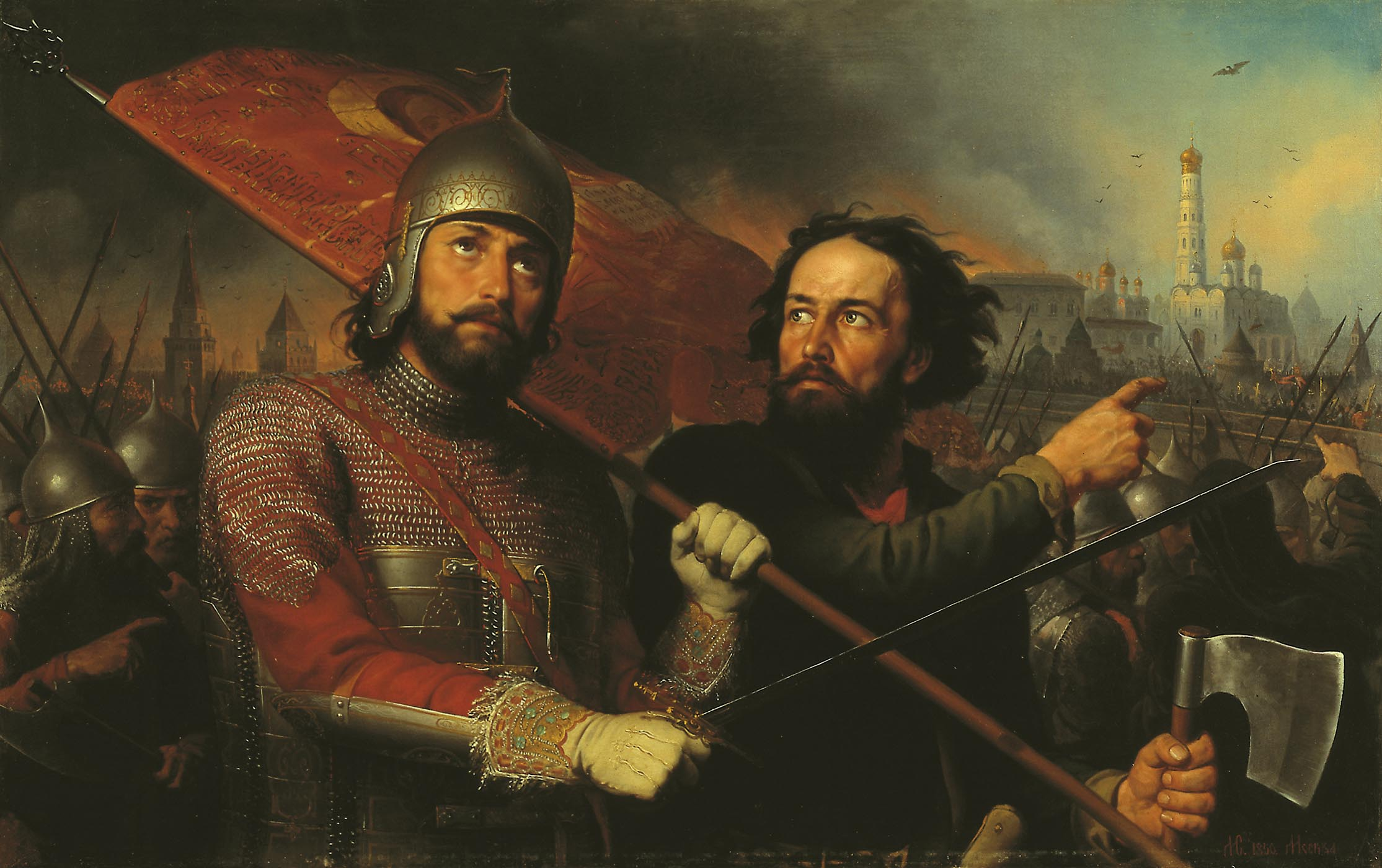
19世紀的库兹马·米宁（右）與德米特里·米哈伊洛维奇·波扎尔斯基（左）畫像

库兹马·米宁 （俄语：Кузьма Минин，全名为：“库兹马·米尼奇·扎哈里耶夫·苏霍鲁基”，？~1616年）俄罗斯爱国者，17世纪初俄国混乱时期领导民众反对波兰和瑞典干涉的领袖之一。他与另一位军事领袖德米特里·米哈伊洛维奇·波扎尔斯基公爵被认为是俄罗斯的民族英雄。
库兹马·米宁是下诺夫哥罗德的肉商。1611年，在俄罗斯被波兰和瑞典的干涉军蹂躏之际，他在下诺夫哥罗德筹建民军，并力主邀请在莫斯科市民起义中负伤的前沙皇大臣波扎尔斯基公爵任民军指挥官。1612年，由波扎尔斯基领导的民军解放了被波兰人占领的莫斯科。此后，米宁在雅罗斯拉夫尔的“全国委员会”供职；1613年全俄缙绅会议之后，他成为杜马成员。在沙皇米哈伊尔·费奥多罗维奇·罗曼诺夫时代，米宁成为贵族，但不久即去世。
米宁的遗体被安葬于下诺夫哥罗德米迦勒教堂。1818年，为纪念米宁与波扎尔斯基解放莫斯科的事件，在红场华西里·柏拉仁诺教堂前竖立了他们的雕像。